# Порто-ди-Рипетта
 Порто-ди-Рипетта (итал. Porto di Ripetta — «маленький порт», от итал. ripa — край обрыва, крутой берег) — городской порт Рима, ранее находившийся в черте города, на левом берегу Тибра, южнее Алтаря мира Августа. Ныне на этом месте расположена площадь, сохранившая историческое название: Piazza Porto di Ripetta.
В древности в этом месте разгружали корабли, прибывавшие по реке с севера, из Умбрии. В давние времена река Тибр была полноводнее и судоходна для малых и средних кораблей. На противоположном берегу реки находился другой порт: Порто-ди-Рипа-Гранде («Большой Порт Рипетта»), он обслуживал корабли, приплывавшие со стороны моря.
Порт Рипетта упоминается в условно реконструированных «Дневниках Микеланджело» от января 1506 года: «Мрамор продолжает прибывать в порт Рипетта, а река настолько вздулась от дождей, что барки невозможно разгрузить. Тибр вышел из берегов, и под водой оказались ранее выгруженные мраморные глыбы».
В 1704—1705 годах по распоряжению папы Климента XI архитекторы Карло Фонтана и Алессандро Спекки значительно перестроили Порт Рипетта. Укрепив берег, они спроектировали широкую изогнутую лестницу с двумя пологими пролётами, которые спускались к реке. Травертин для строительства брали из Колизея — недавнее землетрясение обрушило в нём три аркады. Наверху разбили небольшую полукруглую площадь. В результате этого благоустройства у порта появилось второе название: Климентиновский.
В районе Порто-ди-Рипетта в 1877—1879 годах был построен железный мост через Тибр. В 1893 году построили ещё один мост, ныне известный под названием Понте Кавур, который был открыт в 1901 году. В результате площадь перед ним была реконструирована, портовые сооружения уничтожены. Ныне Порт Рипетта можно увидеть только на старинных гравюрах. На фотографиях конца девятнадцатого века запечатлены порт, железный мост и новый мост Понте-Кавур. О бывшем речном порте также напоминает название прилегающей улицы: Виа ди Рипетта.

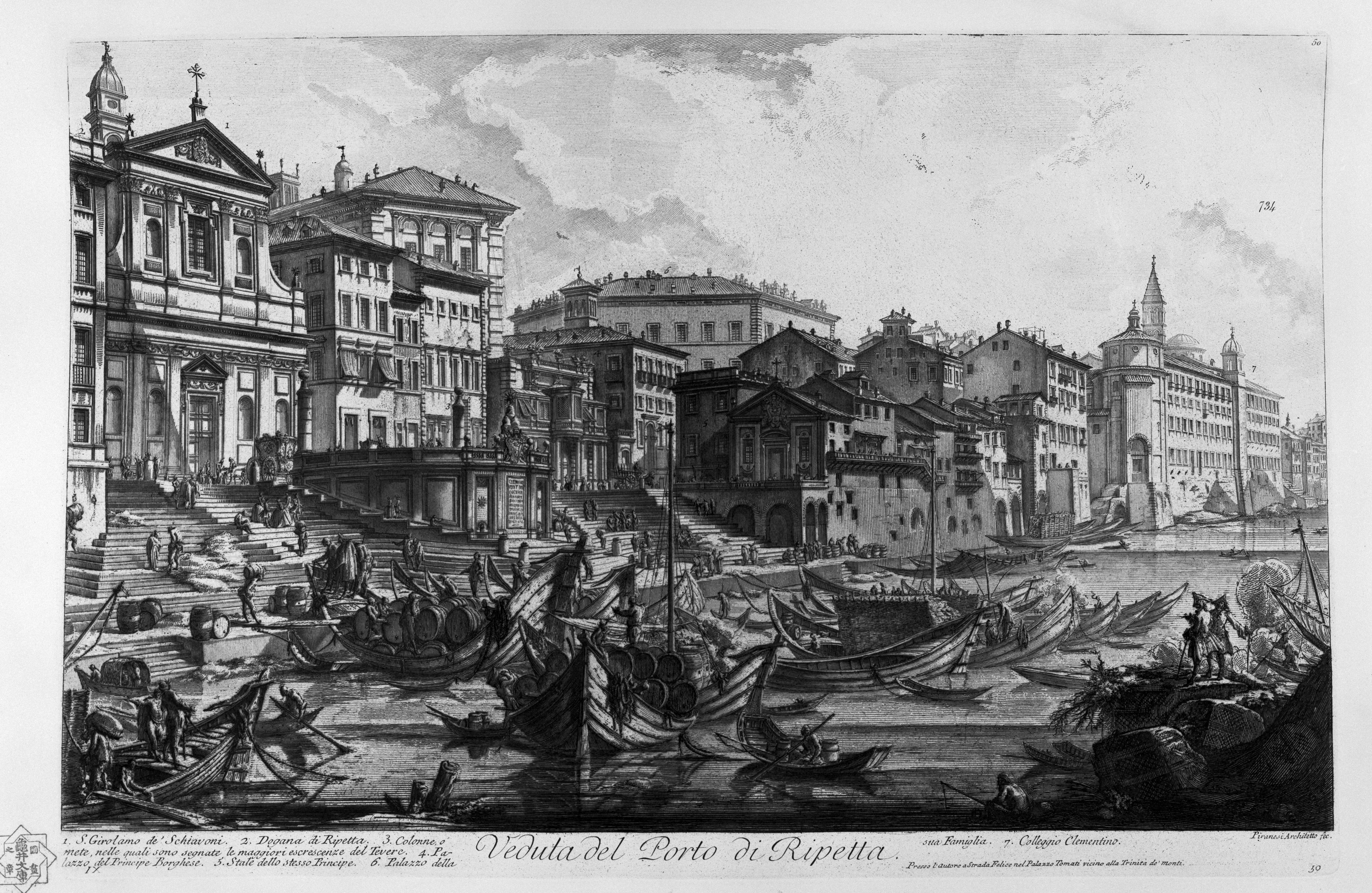
Дж. Б. Пиранези. Вид Порта Рипетта. Ок.1750. Офорт
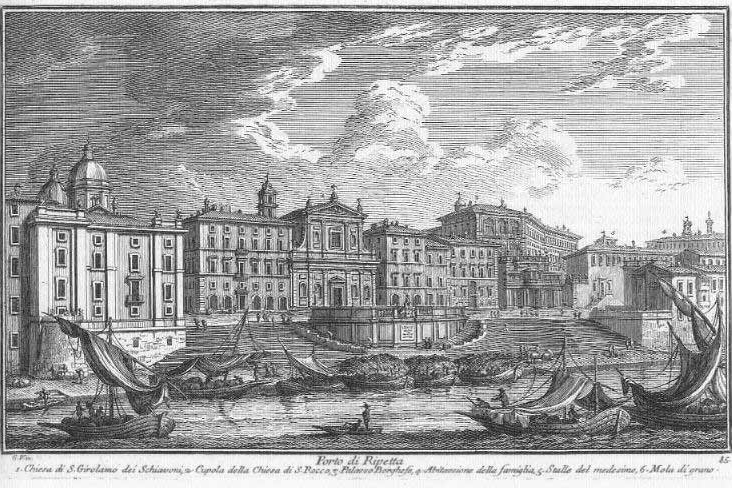
Дж. Вази. Порт Рипетта. 1754. Офорт
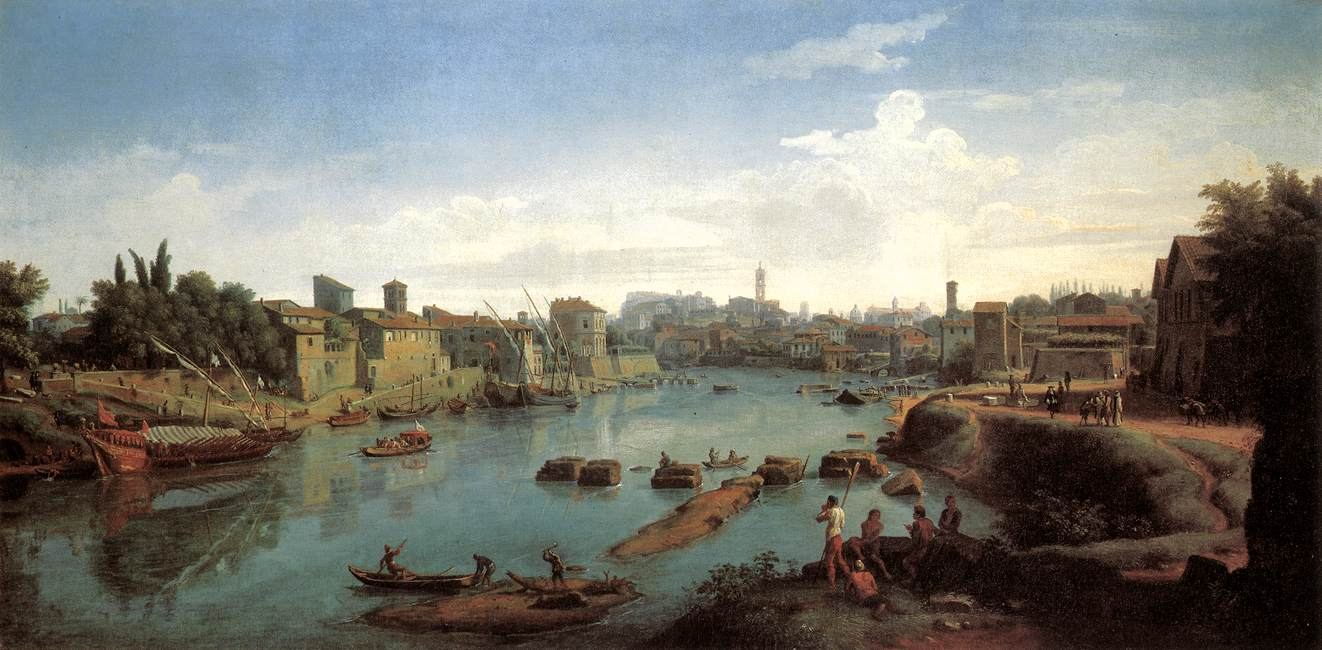
Г. ван Виттель. Рим. Тибр около Порто-ди-Рипетта. Ок. 1711. Холст, масло. Академия Святого Луки, Рим
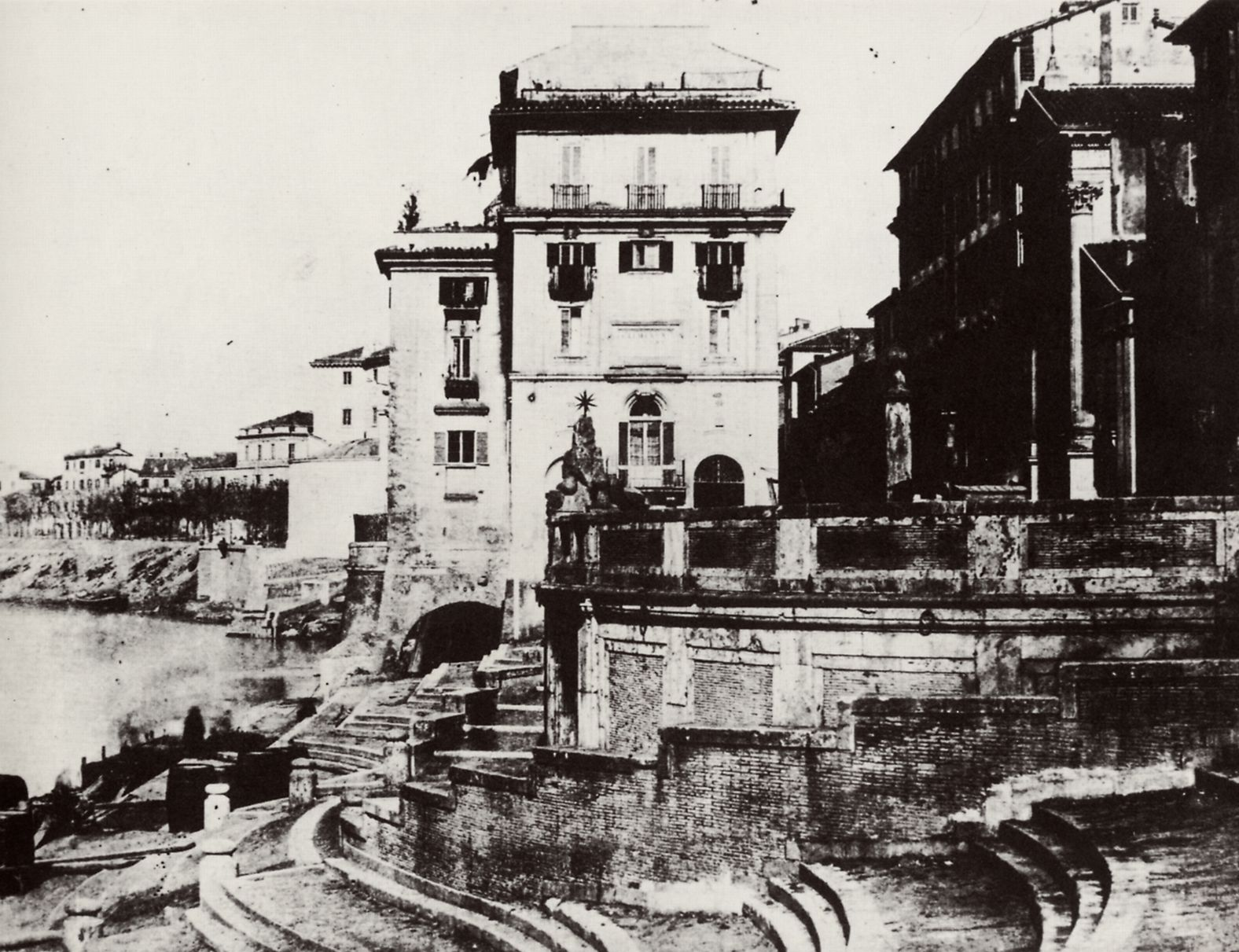
Рипетта. Фотография Л. Туминелло. Ок. 1860
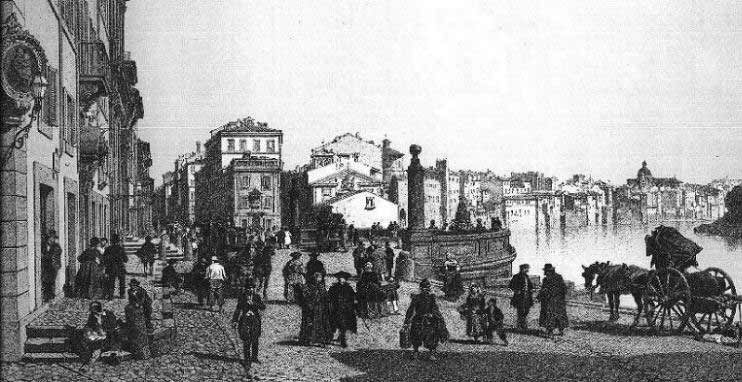
Порт на Тибре. Литография Ф. Бенуа, Париж, 1870